# Catar nos Jogos Olímpicos de Verão da Juventude de 2010
O Catar ou Qatar participou dos Jogos Olímpicos de Verão da Juventude de 2010 em Cingapura. Sua delegação foi formada por seis atletas que competiram em cinco esportes.

## Medalhistas
| Medalha | Nome          | Esporte   | Evento           | Data         |
| ------- | ------------- | --------- | ---------------- | ------------ |
| Prata   | Hamza Driouch | Atletismo | 1000 m masculino | 22 de agosto |

## Atletismo
| Evento           | Atleta        | Qualificação | Qualificação | Final     | Final   |
| Evento           | Atleta        | Resultado    | Posição      | Resultado | Posição |
| ---------------- | ------------- | ------------ | ------------ | --------- | ------- |
| 1000 m masculino | Hamza Driouch | 2:24.51      | 2º (2º q2)   | 2:21.25   | [ 4 ]   |

## Ginástica artística
| Atleta         | Evento                       | Qualificação | Qualificação | Final por aparelhos | Final por aparelhos | Final individual geral | Final individual geral | Final individual geral | Final individual geral | Final individual geral | Final individual geral | Final individual geral | Final individual geral | Final individual geral | Final individual geral |
| Atleta         | Evento                       | Result.      | Pos.         | Result.             | Pos.                | Barras assimétricas    | Trave                  | Solo                   | Salto                  | Cavalo com alças       | Argolas                | Barras paralelas       | Barra fixa             | Total                  | Pos.                   |
| -------------- | ---------------------------- | ------------ | ------------ | ------------------- | ------------------- | ---------------------- | ---------------------- | ---------------------- | ---------------------- | ---------------------- | ---------------------- | ---------------------- | ---------------------- | ---------------------- | ---------------------- |
| Ahmed Aldayani | Solo masculino               | 11.650       | 40º          | Não avançou         | Não avançou         |                        |                        |                        |                        |                        |                        |                        |                        |                        |                        |
| Ahmed Aldayani | Cavalo com alças masculino   | 12.850       | 25º          | Não avançou         | Não avançou         |                        |                        |                        |                        |                        |                        |                        |                        |                        |                        |
| Ahmed Aldayani | Argolas masculino            | 11.650       | 38º          | Não avançou         | Não avançou         |                        |                        |                        |                        |                        |                        |                        |                        |                        |                        |
| Ahmed Aldayani | Salto masculino              | 15.100       | 20º          | Não avançou         | Não avançou         |                        |                        |                        |                        |                        |                        |                        |                        |                        |                        |
| Ahmed Aldayani | Barras paralelas masculino   | 12.150       | 32º          | Não avançou         | Não avançou         |                        |                        |                        |                        |                        |                        |                        |                        |                        |                        |
| Ahmed Aldayani | Barra fixa masculino         | 12.600       | 29º          | Não avançou         | Não avançou         |                        |                        |                        |                        |                        |                        |                        |                        |                        |                        |
| Ahmed Aldayani | Individual geral masculino   | 75.900       | 35º          |                     |                     |                        |                        | Não avançou            | Não avançou            | Não avançou            | Não avançou            | Não avançou            | Não avançou            | Não avançou            | Não avançou            |
| Shaden Wohdan  | Salto feminino               | 12.350       | 36º          | Não avançou         | Não avançou         |                        |                        |                        |                        |                        |                        |                        |                        |                        |                        |
| Shaden Wohdan  | Barras assimétricas feminino | 10.700       | 33º          | Não avançou         | Não avançou         |                        |                        |                        |                        |                        |                        |                        |                        |                        |                        |
| Shaden Wohdan  | Trave feminino               | 12.650       | 22º          | Não avançou         | Não avançou         |                        |                        |                        |                        |                        |                        |                        |                        |                        |                        |
| Shaden Wohdan  | Solo feminino                | 10.250       | 40º          | Não avançou         | Não avançou         |                        |                        |                        |                        |                        |                        |                        |                        |                        |                        |
| Shaden Wohdan  | Individual geral feminino    | 45.950       | 33º          |                     |                     | Não avançou            | Não avançou            | Não avançou            | Não avançou            |                        |                        |                        |                        | Não avançou            | Não avançou            |

## Hipismo
| Atleta                                               | Cavalo               | Evento            | Preliminares | Preliminares | Preliminares | Preliminares | Preliminares | Preliminares | Final       | Final       | Pos. final |
| Atleta                                               | Cavalo               | Evento            | Rodada A     | Rodada A     | Rodada B     | Rodada B     | Rodada B     | Total A+B    | Penal.      | Tempo       | Pos. final |
| Atleta                                               | Cavalo               | Evento            | Penal. salto | Pos.         | Penal. salto | Penal. tempo | Total B      | Total A+B    | Penal.      | Tempo       | Pos. final |
| ---------------------------------------------------- | -------------------- | ----------------- | ------------ | ------------ | ------------ | ------------ | ------------ | ------------ | ----------- | ----------- | ---------- |
| Abdurahman Al Marri                                  | Emmaville Persuasion | Saltos individual | 4            | 10º          | 0            | 0            | 0            | 4            | 4           | 38.61       | 5º         |
| Abdurahman Al Marri (como integrante da equipe Ásia) | Emmaville Persuasion | Saltos por equipe | 12           | 4º           | 0            | 0            | 0            | 12           | Não avançou | Não avançou | 4º         |

## Natação
| Evento                | Atleta        | Qualificação | Qualificação | Semifinais  | Semifinais  | Final       | Final       |
| Evento                | Atleta        | Resultado    | Posição      | Resultado   | Posição     | Resultado   | Posição     |
| --------------------- | ------------- | ------------ | ------------ | ----------- | ----------- | ----------- | ----------- |
| 50 m livre masculino  | Abdul Allolan | 26.45        | 35º (8º q4)  | Não avançou | Não avançou | Não avançou | Não avançou |
| 100 m livre masculino | Abdul Allolan | 57.14        | 46º (6º q2)  | Não avançou | Não avançou | Não avançou | Não avançou |

## Tiro
| Evento                       | Atleta           | Qualificação | Qualificação | Qualificação | Qualificação | Qualificação | Qualificação | Final       | Final       | Final       | Final       | Final       | Final       | Final       | Final       | Final       | Final       | Final       | Final       | Final       |
| Evento                       | Atleta           | 1            | 2            | 3            | 4            | Total        | Pos.         | 1           | 2           | 3           | 4           | 5           | 6           | 7           | 8           | 9           | 10          | Total final | Total       | Pos. final  |
| ---------------------------- | ---------------- | ------------ | ------------ | ------------ | ------------ | ------------ | ------------ | ----------- | ----------- | ----------- | ----------- | ----------- | ----------- | ----------- | ----------- | ----------- | ----------- | ----------- | ----------- | ----------- |
| Carabina de ar 10 m feminino | Bahiya Al Hamada | 97           | 97           | 99           | 94           | 387          | 15º          | Não avançou | Não avançou | Não avançou | Não avançou | Não avançou | Não avançou | Não avançou | Não avançou | Não avançou | Não avançou | Não avançou | Não avançou | Não avançou |